# Беранжер Шу
Беранжер Шу  (фр. Bérengère Schuh, 13 червня 1984) — французька лучниця, олімпійська медалістка.

## Виступи на Олімпіадах
| Олімпіада   | Дисципліна | Місце |
| ----------- | ---------- | ----- |
| Афіни 2004  | особисті   | 43    |
| Афіни 2004  | командні   | 4     |
| Пекін 2008  | особисті   | 10    |
| Пекін 2008  | командні   | 3     |
| Лондон 2012 | особисті   | 8     |